# Jatropha cathartica
Jatropha cathartica là một loài thực vật có hoa trong họ Đại kích. Loài này được Terán & Berland. mô tả khoa học đầu tiên năm 1832.

## Hình ảnh

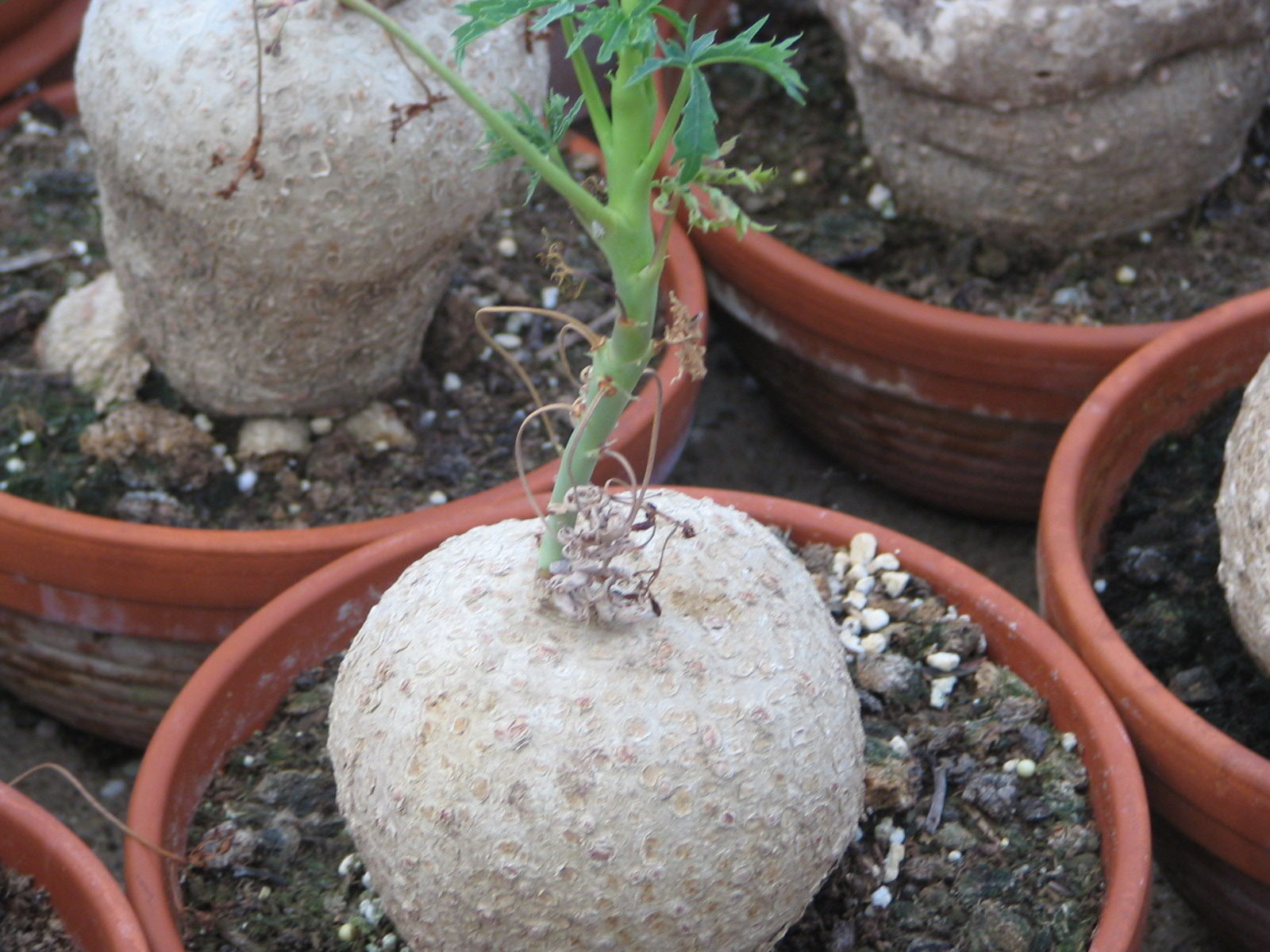
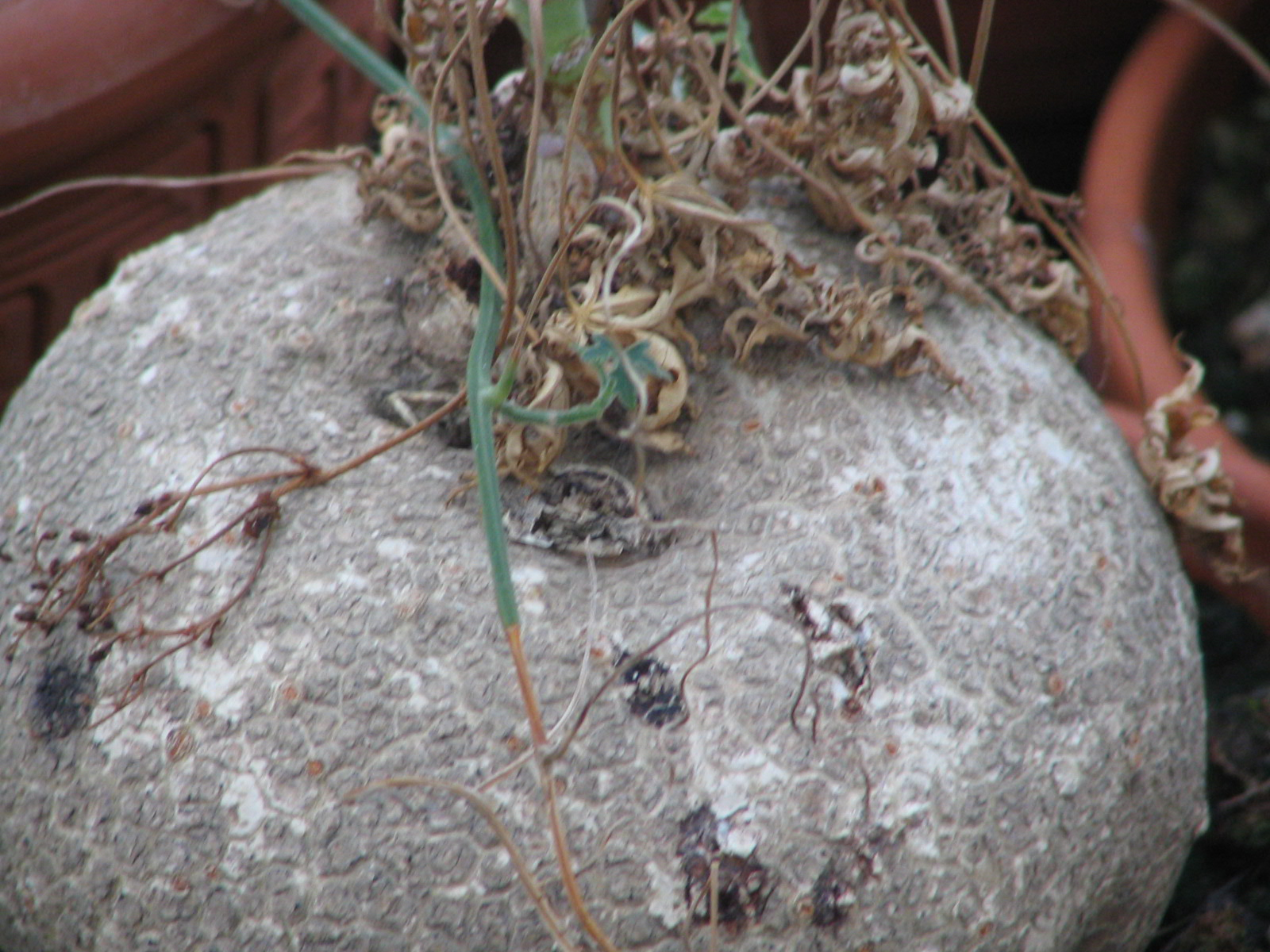
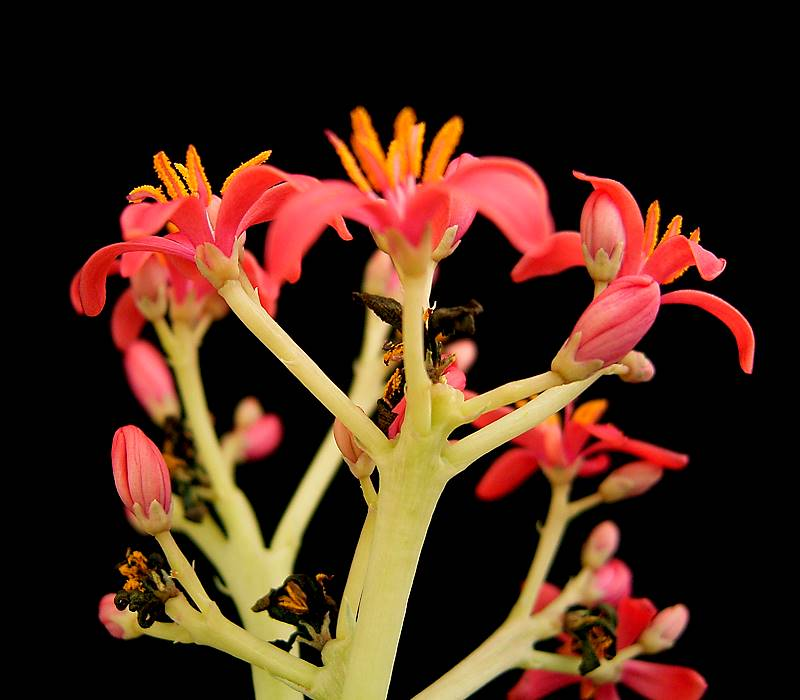
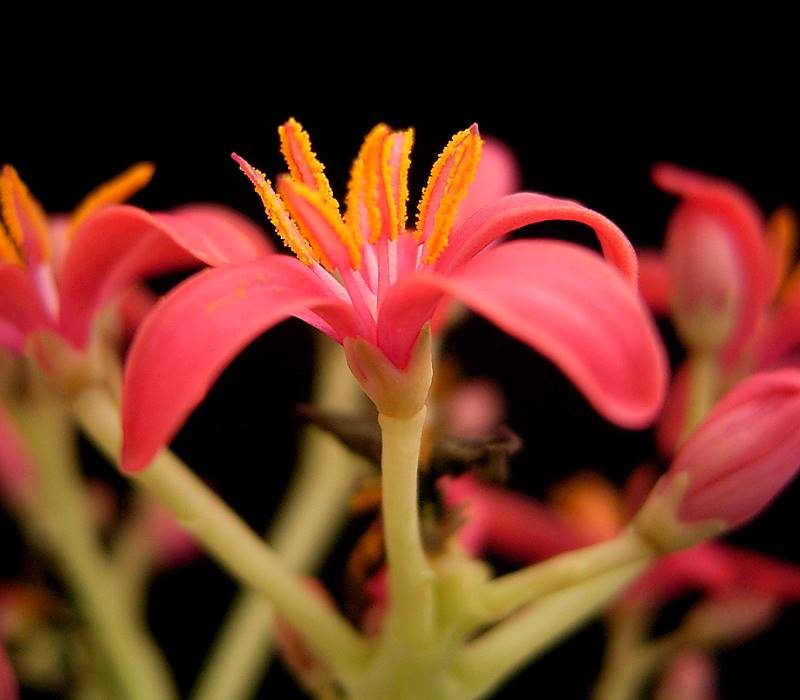